# Raionul Șostka (pre-2020), Sumî
Șostka (în ucraineană Шосткинський район, transliterat: Șostkînskîi raion) este un raion în regiunea Sumî, Ucraina. Reședința sa este orașul regional Șostka, care nu aparține raionului.

## Demografie
Componența lingvistică a raionului Șostka
     Ucraineană (86,51%)
     Rusă (12,93%)
     Alte limbi (0,48%)
Conform recensământului din 2001, majoritatea populației raionului Șostka era vorbitoare de ucraineană (86,51%), existând în minoritate și vorbitori de rusă (12,93%).